# Premio Universitario Jaime Brunet
El Premio Universitario Jaime Brunet a los Derechos Humanos y Cooperación al Desarrollo es un premio que otorga la Fundación Brunet de la Universidad Pública de Navarra a aquellos estudiante que finalizan sus estudios con un Trabajo Final de Grado enmarcado en promover y difundir la defensa de los derechos humanos y para contribuir a la erradicación de las situaciones o tratos inhumanos o degradantes, vulneradores de los derechos inherentes a la dignidad de la persona.

## Características del premio[2]
El premio, creado el año 2014, sirve para distinguir, cada año, el trabajo de un estudiante universitario dentro de las diversas temáticas permitidas, en el contexto de los Trabajos de Fin de Grado. De esta manera, no sólo se potencia el interés por la situación, protección, denuncia o colaboración para mejorar los derechos de las personas, sino que además se reconoce el esfuerzo de los jóvenes que culminan sus estudios universitarios.
Se convoca cada año en el mes de enero, y el plazo de entrega de los mismos a la Fundación Brunet queda abierto hasta el 10 de octubre siguiente año. Está dotado con 2.000 euros y un certificado para el estudiante, y con un certificado para el director académico.
El premio podrá ser declarado desierto si así lo estima el comité organizador.

## Galardonados

### Primera Edición
En el año 2014 se concedió la primera edición de este premio que fue a parar a tres pamplonesas:
- Leire Ibáñez Larrea (Pamplona, 1992), graduada en Derecho presentó un trabajo titulado “La protección internacional de los Derechos Humanos: el principio de jurisdicción universal y su tratamiento en la legislación española”.[7]
- Inés Molina Álvarez (Pamplona, 1992), también titulada en Derecho presentó su trabajo con el título “Constitución española y multiculturalidad: la problemática jurídico-constitucional de los símbolos religiosos islámicos femeninos en España”.[8]
- Ainhoa Remacha Irure (Pamplona, 1977), maestra en Educación Infantil presentó una investigación titulada “El método de trabajo por proyectos en contextos rurales y socialmente desfavorecidos”.[9]

### Segunda Edición
En 2015, el galardón fue concedido a la búlgara Asibe Ahmedova Kesim (Gotse Delchev, 1993) por su trabajo titulado "Perspectiva de los Derechos Humanos y Fundamentales; las operaciones de mantenimiento de la paz de la ONU".

### Tercera Edición
En 2016, el galardón fue concedido a Izaskun García Barberena por su trabajo “Aspectos socio-económicos de la crisis de refugiados en la Unión Europea y el papel de Europa en su gestión” en donde se explica cómo la crisis demuestra que las políticas de asilo e inmigración, así como las normas de control fronterizo, no son sostenibles y que importantes logros, como el espacio Schengen, están siendo amenazados.

### Cuarta Edición
La graduada en Derecho Ainara Erice (Pamplona, 1993) fue la ganadora en 2017 por su trabajo en el que denuncia de la mutilación genital femenina como forma de violencia contra las mujeres titulado “Mutilación genital: relevancia del fenómeno cultural en su tratamiento jurídico-penal” y que ha sido dirigido por la profesora Leticia Jericó Ojer, profesora del Departamento del Departamento de Derecho Público.

### Quinta Edición
En 2018, Marina Arraiza Shakirova (San Petersburgo, 1996) y Lucía Zoe González Inchausti (Huesca, 1993), ambas graduadas en Derecho por la Universidad Pública de Navarra, resultaron las ganadoras 'ex aequo' del premio. Marina Arraiza es autora del trabajo "Los apátridas rohingya de Myanmar: un análisis legal" donde aborda la situación de la minoría étnica rohingya en Myanmar, cuya negación de nacionalidad por parte de las autoridades birmanas constituye el desencadenante de un prolongado y constante incumplimiento de sus derechos humanos, mientras que Lucía Zoe González es autora de "La protección de los derechos de los pueblos indígenas: el caso ayoreo totobiegosode y su grupo de aislamiento en Paraguay", un trabajo enmarcado en el Programa de Formación Solidaria promovido por la universidad pública, realizando una revisión histórica de los instrumentos legales y de protección de los derechos de los pueblos indígenas.